# Doug McKechnie
Doug McKechnie (Richmond, California; 1941) es un músico estadounidense, conocido por su trabajo con el sintetizador moog. McKechnie estuvo muy activo en la escena musical de San Francisco desde 1968 hasta 1972, cuando se vio obligado a dejar de tocar su sintetizador después de venderlo. McKechnie fue contemporáneo de Wendy Carlos y ha sido etiquetado como pionero de la música electrónica temprana, aunque su trabajo permaneció en gran parte desconocido hasta la década de 2020. Su estilo de música basado en secuenciadores influyó en futuros artistas, incluido Tangerine Dream, a quien se vendió su moog.

## Carrera

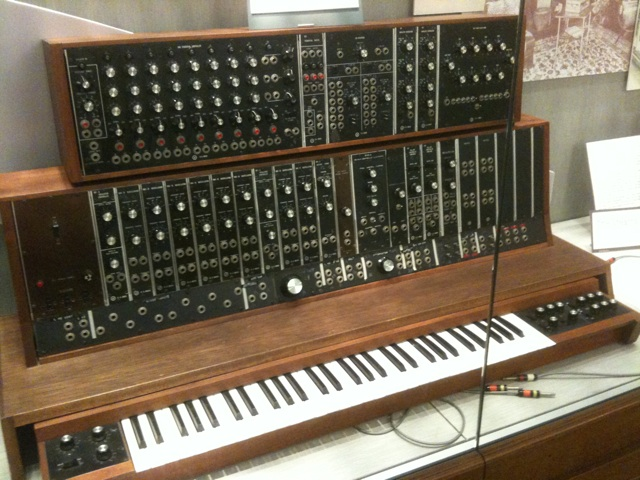
Uno de los primeros sintetizadores moog, con una unidad de secuenciador. Este modelo sería similar al utilizado por McKechnie.

McKechnie comenzó a usar el Moog Modular Series III en 1968 y fue uno de los primeros músicos en usar el instrumento. Recibió acceso al instrumento a través de Bruce Hatch, quien terminó trabajando con McKechnie en San Francisco Radical Laboratories en 759 Harrison Street, San Francisco. El sintetizador que usó McKechnie fue uno de los primeros producidos, teniendo el número de serie 004.
Con el sintetizador, McKechnie apareció en «What's Become of the Baby», en Aoxomoxoa de Grateful Dead (1969). También realizó shows en vivo con la banda en 1969. Debido a su conexión con la banda, McKechnie participó en el Concierto gratuito de Altamont de 1969. En su set, tocó un solo barrido de oscilador, de 55 a 20 000 Hz. Owsley Stanley lo desconectó antes de que terminara el set. También en 1969, McKechnie utilizó el sintetizador Moog para una interpretación de In C de Terry Riley en la Ópera de San Francisco. Otras actuaciones incluyeron tocar para la inauguración del Exploratorium de Frank Oppenheimer; la atracción multimedia Robin (1972), producida por Alotavus Productions y proyectada en la sala de conciertos Family Dog; y el primer concierto en el Museo de Arte de Berkeley.
McKechnie y Hatch también utilizaron el sintetizador como material didáctico en colegios y universidades del Área de la Bahía de San Francisco. Cuatro años después de comenzar a tocar el sintetizador, McKechnie se vio obligado a dejar de tocarlo después de que Hatch se lo vendiera a Tangerine Dream en 1972.
En 1975, McKechnie fundó el San Francisco Synthesizer Ensemble con Paul de Benedictis, John Lewis y Jim Purcell. El grupo se hizo conocido en 2012 cuando utilizaron el puente Golden Gate como instrumento para su canción, A Day in the Life of the Golden Gate Bridge. McKechnie y otros miembros del grupo usaron muestras de sonidos al golpear los cables de suspensión del puente con mazos para crear la canción.
Alrededor de 1980, McKechnie y Paul de Benedictis formaron un grupo llamado New Logic. El dúo lanzó un álbum en casete, Inside Your Head (1984), bajo el nombre; presenta colaboraciones musicales y trabajos en solitario entre de Benedictis y McKechnie grabados a principios de la década de 1980.

## Arte
McKechnie se destaca por su enfoque de la síntesis basado en un secuenciador, a veces alimentado por drogas psicoactivas como el LSD y el óxido nitroso. Su sintetizador moog contenía dos secuenciadores por pasos, nueve osciladores y un controlador de cinta y un teclado de 60 teclas. El tamaño del sintetizador llevó a Hatch y McKechnie a apodar el instrumento «Big Moog».
McKechnie usó los secuenciadores del sintetizador para impulsar sus actuaciones. Este estilo basado en patrones es anterior a la escuela de Berlín, promovida por artistas como Tangerine Dream. McKechnie grabó todas sus pistas en vivo, sin doblaje ni edición.

## Legado
McKechnie ha sido llamado pionero de los sintetizadores. Su obra ha sido comparada con la de Wendy Carlos, quien fue contemporánea de McKechnie. A diferencia de Carlos y otros primeros usuarios del sintetizador moog, McKechnie fue único en su uso del instrumento durante las giras. Aunque era famoso en la escena de la música electrónica de San Francisco, su trabajo permaneció en gran parte desconocido hasta principios de la década de 2020, cuando VG+ Records produjo dos discos de sus grabaciones. Su trabajo influenció a otros artistas y grupos, incluido Tangerine Dream. Su relativa oscuridad llevó a Klemen Breznikar de It's Psychedelic Baby! Magazine a llamar a McKechnie un «eslabón perdido crítico» en la historia de la música electrónica.

## Discografía

### Álbumes de estudio
- Inside Your Head (1984) – con Paul de Benedictis (como New Logic)
- San Francisco Moog: 1968–72 vol. 1 (2020) – VG+ Records[5]
- San Francisco Moog: 1968–72 vol. 2 (2020) – VG+ Records[5]

### Álbumes visuales
- A Day in the Life of the Golden Gate Bridge (2012) – con el San Francisco Synthesizer Ensemble[14]

### Compilaciones
- The Complete San Francisco Moog: 1968–72 (2023) – VG+ Records[5]

### bandas sonoras
- Vidium/Moog (1970)[16]
- Light (1973)[3]
- Spaceborne (1977)[5]
- Women - for America, for the World (1986)[6]